# Merihas
Merihas es una comunidad costera típica y el principal puerto de Citnos. Según el censo de 2011 tiene 369 habitantes.

## Información
Merihas se encuentra en la parte occidental de la isla, a 7 km de Hora, y es el principal puerto de Driopida. Su nombre puede atribuirse a la planta de la mirra. La bahía ya fue mencionada en el siglo XVI por el navegante y cartógrafo griego Antonio da Millo con el nombre de Merza.
En el siglo XIX, Merihas se consideraba un puerto seguro y espacioso. En esta época aparecieron los primeros hornos de cerámica, algunos de los cuales permanecieron en funcionamiento hasta la mitad del siglo siguiente.  En la década de 1940, Merihas se convirtió en el principal puerto marítimo de la isla, con varias familias de pescadores en residencia permanente. En la década de 1970 se inició la construcción del puerto para permitir el atraque de barcos, y en la década de 2000 se realizaron obras de restauración y expansión.
En la actualidad, Merihas es el principal puerto de Citnos, que conecta la isla con los puertos del Pireo, Laurio y las demás islas Cícladas. Es una de las principales zonas residenciales de la isla y una atracción turística durante los meses de verano. Desde la década de 1940, Merihas formaba parte administrativamente de la prefectura de Driopida. En 1997, tras la reforma del plan Kapodistrias, pasó a formar parte del municipio de Kythnos, donde permanece hasta hoy.
Al norte de Merihas se encuentra el sitio arqueológico de Vryokastro, la antigua capital de Citnos, y el islote de rocas de Vryokastraki.

## Galería

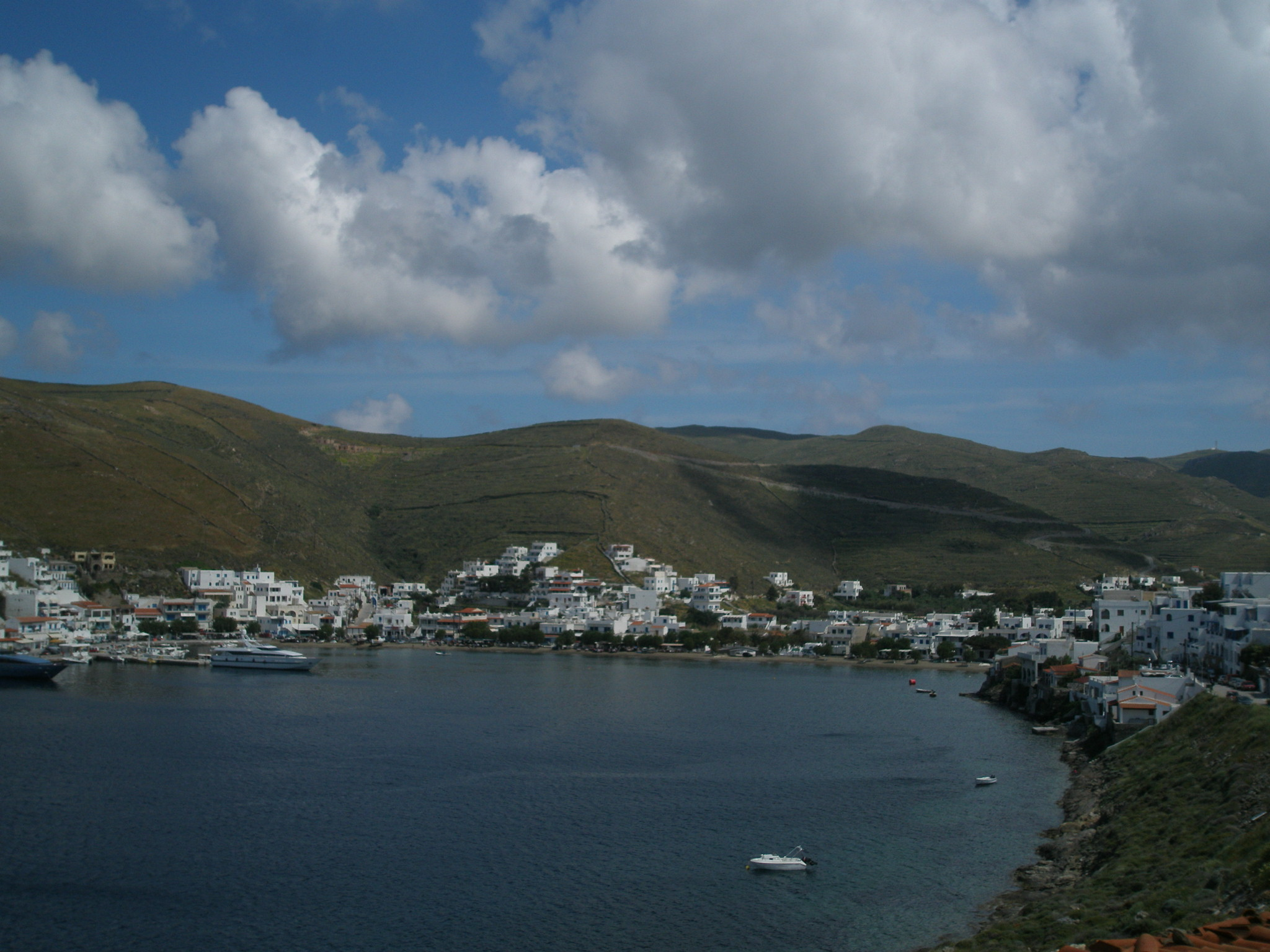
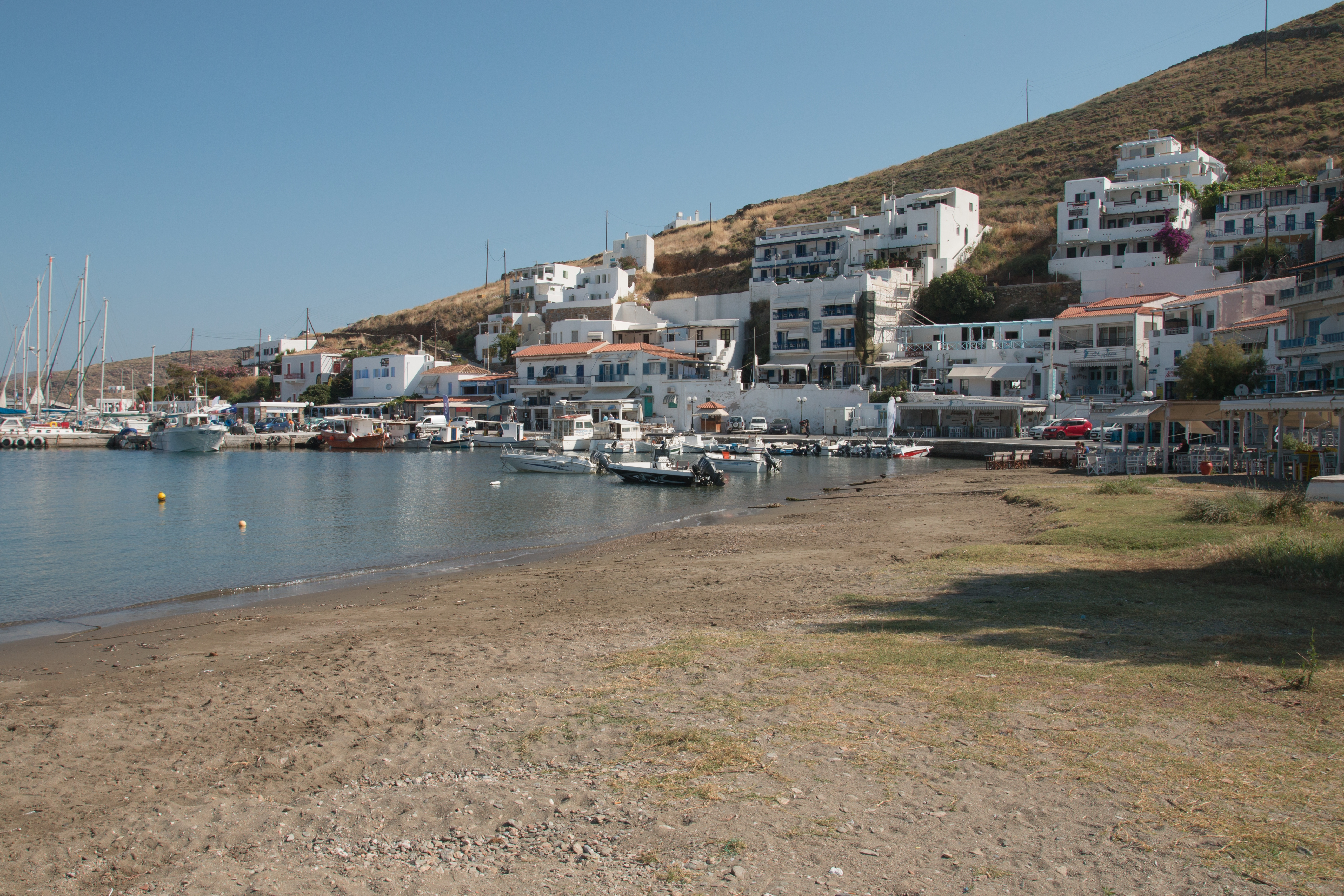
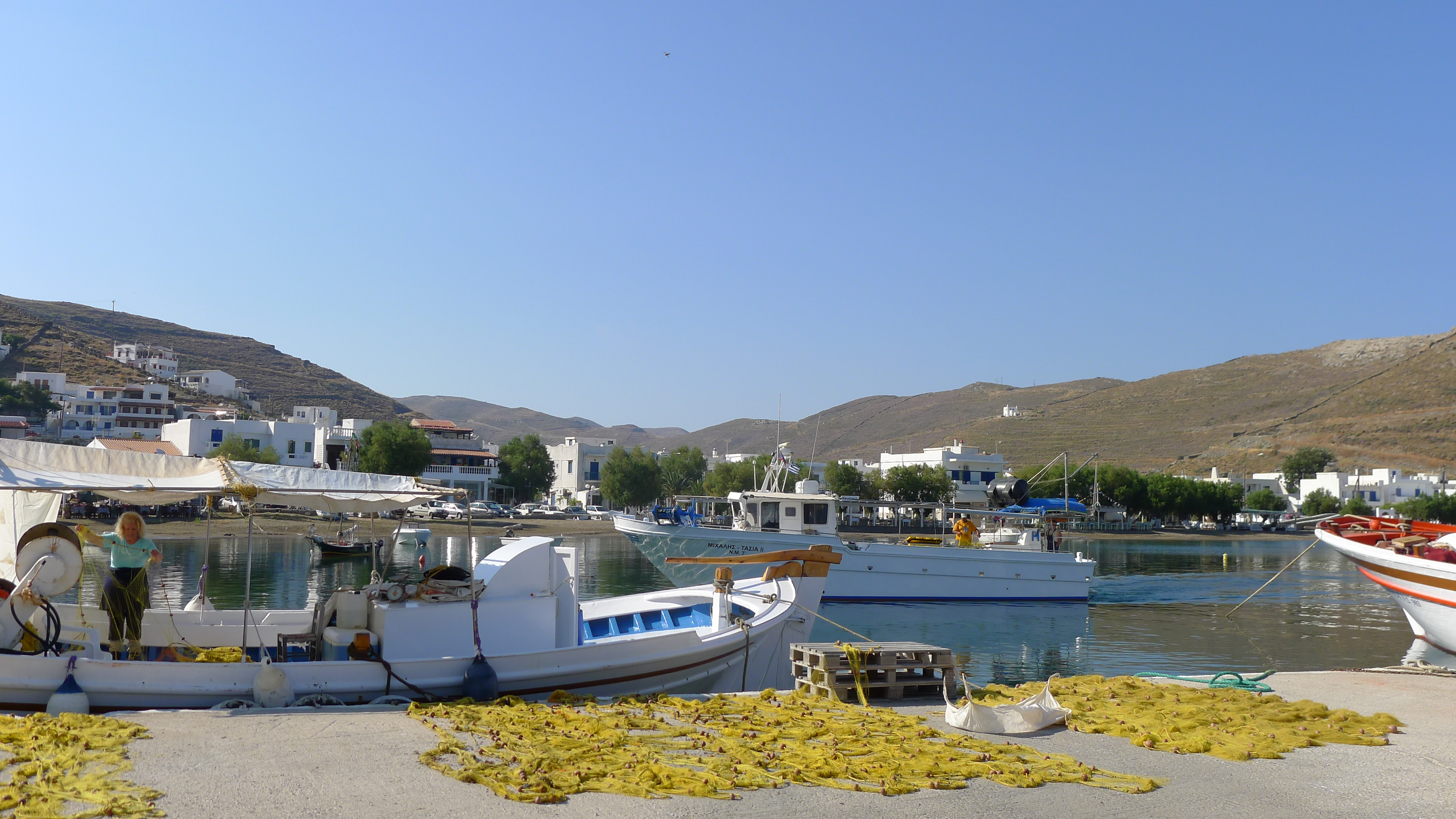
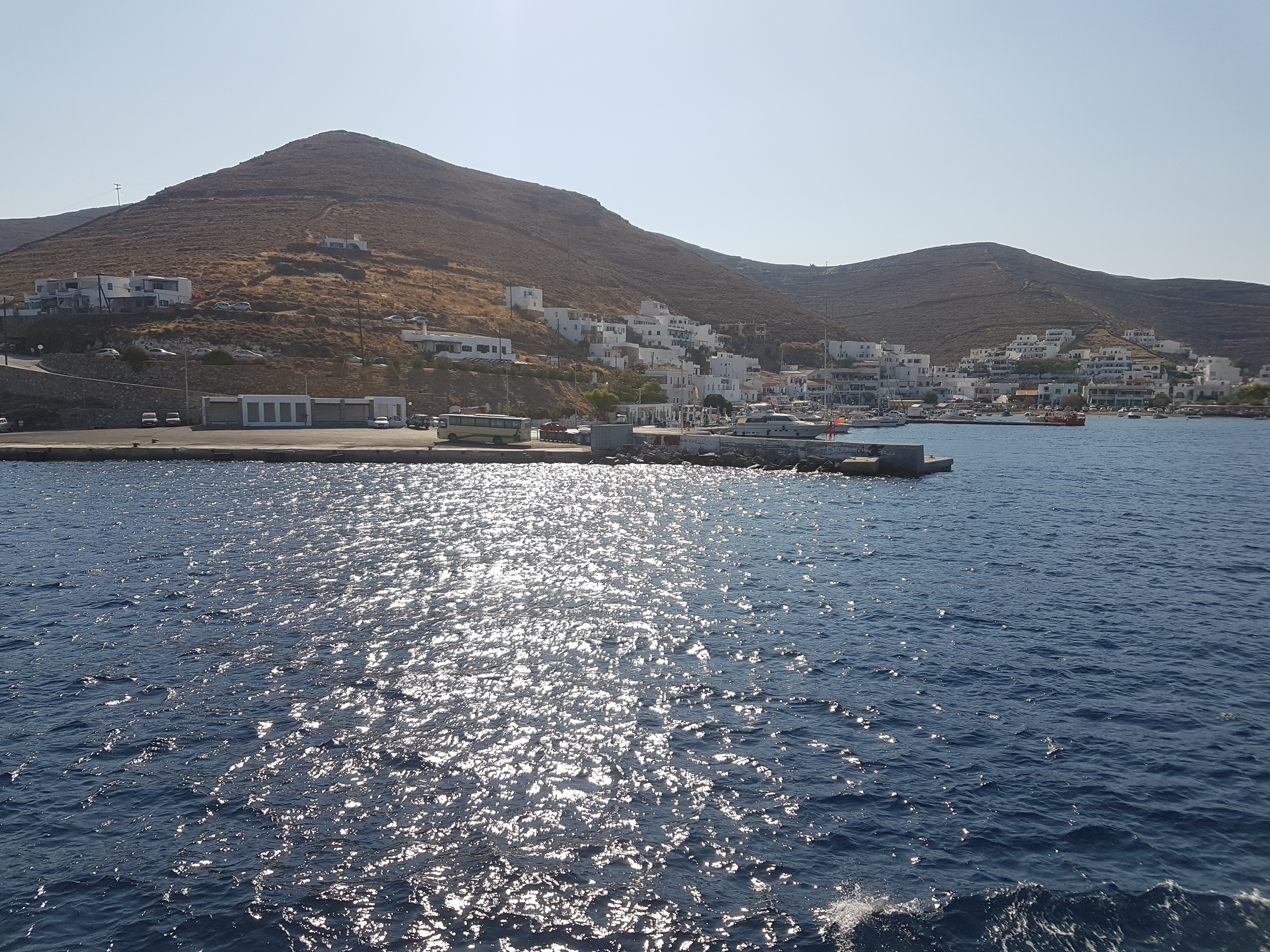